# Stylopoma smitti
Stylopoma smitti är en mossdjursart som beskrevs av Winston 2005. Stylopoma smitti ingår i släktet Stylopoma och familjen Schizoporellidae.
Artens utbredningsområde är Mexikanska golfen. Inga underarter finns listade i Catalogue of Life.